# Johann Paul Wessely
Pour les articles homonymes, voir Wessely (homonymie).
Johann Paul Wessely (Jan Pavel Veselý), né le 24 juin 1762 à Frauenberg (maintenant Hluboká nad Vltavou), et mort le 1er juin 1810 à Ballenstedt, est un compositeur et violoniste bohémien.

## Biographie
Johann Wessely est né le 24 juin 1762 à Frauenberg (maintenant Hluboká nad Vltavou) en Bohême. Son oncle, un moine bénédictin à Prague, lui a appris à jouer du violon. Il a été premier violon de 1797 à 1800 dans l'orchestre du comte à Cassel, puis à partir de 1800, konzertmeister du duc d'Anhalt-Bernburg à Ballenstedt. 